# The Furies Collective
The Furies Collective (en español, El Colectivo Furias) fue una comuna de corta duración formada por doce jóvenes separatistas lesbianas en Washington D. C. en 1971 y 1972. Consideraban el lesbianismo como algo más político que sexual y declaraban que las mujeres heterosexuales eran un obstáculo para la revolución mundial que buscaban. Sus teorías aún son reconocidas entre los grupos feministas.

## Historia y misión
The Furies Collective, que tenía su sede en el 219 11th St SE en Washington D. C., fue, junto con la Gay Liberation House y el Skyline Collective, uno de los grupos de vida comunal más conocidos de Washington D. C. a principios de la década de 1970. Fueron un ejemplo del feminismo lésbico que surgió durante el movimiento de mujeres de finales de los años 1960 y 1970. La decisión del colectivo de separarse del movimiento feminista más amplio (que consideraban que estaba dominado por mujeres blancas y heterosexuales) estuvo motivada en parte por el deseo de adoptar una postura más revolucionaria y sin concesiones sobre cuestiones de liberación de la mujer, que resonaría bien con los objetivos específicos del colectivo.
Todas las fundadoras tenían una amplia experiencia organizativa y activista antes de iniciar The Furies. En particular, muchas eran miembros del movimiento de mujeres, específicamente del DCWLM (Movimiento de Liberación de las Mujeres de DC). A finales de 1971, el colectivo estaba formado doce lesbianas: Ginny Berson, Joan E. Biren, Rita Mae Brown, Charlotte Bunch, Sharon Deevey, Susan Hathaway, Helaine Harris, Nancy Myron, Tasha Peterson, Coletta Reid, Lee Schwing y Jennifer Woodul. Tenían entre dieciocho y veintiocho años, eran todas feministas, lesbianas y blancas, y tenían tres hijos entre todas. Compartían tareas y ropa, tenían parte de su dinero en común y dormían en colchones en un suelo común.
El grupo se inspiró en otros movimientos revolucionarios como el Partido Pantera Negra y los Weather Underground. En este sentido, pretendían promover una revolución global mediante la creación de pequeños grupos radicales. Querían abolir el patriarcado, la supremacía blanca y el imperialismo. Se centraron en desarrollar y explorar la teoría feminista, especialmente la forma en que se construye socialmente la identidad sexual.
Como parte de su misión, iniciaron una escuela para enseñar a las mujeres tareas como reparaciones de automóviles y del hogar para, de esa manera, no depender de los hombres. Pidieron a otras feministas que crearan más comunas donde las mujeres pudieran cultivar sus relaciones entre sí, lejos del chovinismo machista. Tanto los hombres como las mujeres heterosexuales eran vistos como impedimentos para el progreso.
En la primavera de 1972, el colectivo original empezó a purgar a sus miembros por infringir sus normas. Las dos primeras miembros a las que se les pidió que se fueran fueron Joan E. Biren y Sharon Deevey, seguidas poco después por Rita Mae Brown. El boletín sobrevivió a la disolución del colectivo en la primavera de 1972 por aproximadamente un año.
La mayoría de las miembros del colectivo escribieron para su periódico, The Furies. Desde enero de 1972 hasta mediados de 1973, el periódico se publicó y distribuyó a nivel nacional. El grupo promovió un modelo de lesbianismo para todas las miembros del movimiento de mujeres, una identidad alternativa que combinaba la orientación sexual, la identidad de género y la filosofía radical.

## Legado
La influencia del colectivo llegó más allá del fin del grupo. Las contribuciones teóricas al movimiento de mujeres incluyeron la conexión entre la imposición de la heterosexualidad y la opresión de las mujeres, la comprensión de la orientación sexual como una construcción cultural, en lugar de biológica, y la legitimidad del feminismo lésbico dentro del movimiento de mujeres. Futuros grupos feministas de todo el país citaron la importancia de los desarrollos teóricos del feminismo de las Furias para sus propios esfuerzos de organización. Las antiguas miembros del colectivo pasaron a ocupar otros puestos de organización y activismo, especialmente en los medios de comunicación y el sector editorial.
El sello discográfico Olivia Records fue fundado en 1973 por exmiembros del colectivo.

## Reconocimientos
En 2016, la casa que había sido el hogar de The Furies Collective, fue nombrada como el primer monumento histórico relacionado con las lesbianas en Washington D. C., al ser votada por unanimidad para formar parte del Inventario de Sitios Históricos de D. C. Ese mismo año, la casa se convirtió en el primer lugar lésbico en el Registro Nacional de Lugares Históricos.  Fue designado Hito Histórico Nacional en 2024.